# Shitdisco
Shitdisco est un groupe britannique de dance-punk, originaire de Glasgow, en Écosse, actif entre 2004 et 2009.

## Histoire
Il est formé au début de 2004 alors que ses membres étudiaient à la Glasgow School of Art. Il est composé de Joel Stone (basse, guitare, chant), Joe Reeves (basse, guitare, chant), Jan Lee (claviers, chœurs) et Darren Cullen (batterie). Le premier single du groupe, Disco Blood / I Know Kung Fu, sort en décembre 2005. Signé par le label Fierce Panda Records, leur premier album Kingdom of Fear sort le 16 avril 2007,,.
Le groupe est comparé à Talking Heads et The Rapture, mais admet des influences allant de Donna Summer, Arthur Russel et The Prodigy à Gang of Four et The Clash. Après la sortie de Disco Blood / I Know Kung Fu, le groupe effectue de nombreuses tournées au Royaume-Uni et en Europe, jouant même jusqu'à Bangkok et Istanbul. En 2007, le groupe signe avec Sony Music au Japon et Dim Mak Records en Amérique. Les membres du groupe produisent deux titres pour l'album du groupe japonais de new wave 80_pan, Disco Baby, sorti en 2008.
Jan Lee quitte le groupe en janvier 2008 pour se concentrer sur sa carrière d'illustrateur, avant de se lancer dans la restauration, et est remplacé par Tom Straughan, également aux claviers et aux chœurs.
En 2009, le groupe se sépare d'un commun accord. Les membres forment ensuite les groupes Age of Consent et Ubre Blanca, tandis que le batteur Darren Cullen poursuit une carrière dans l'art politique.

## Discographie

### Albums studio
- 2007 : Kingdom of Fear
- 2008 : The Emanator

### Singles
- 2005 : Disco Blood
- 2005 : I Know Kung Fu
- 2006 : Reactor Party
- 2007 : OK